# Christian Kraft Hohenlohe-Oehringen
Christian Kraft Hohenlohe-Oehringen (německy Christian Kraft Fürst zu Hohenlohe-Oehringen) (21. března 1848 Öhringen – 14. května 1926 Somogyszob) byl německý šlechtic, politik a důlní průmyslník.

## Život
Christian Kraft z rodu Hohenlohe-Oehringen byl synem prince Huga z Hohenlohe-Oehringen a jeho manželky Pauliny, rozené princezny z Fürstenbergu. Princ Christian Kraft nejprve navštěvoval rytířskou akademii v Lehnici. Poté studoval práva v Bonnu, a to až do roku 1870. Byl ženatý v morganatickém manželství s hraběnkou Ottilie Lubraniec-Dambskou, rozenou Braunsovou; neměl žádné legitimní potomky. Princ Christian Kraft je pohřben v Tatranské Javorině. Zde měl 15 000 hektarů lesního a mysliveckého majetku a dřevěný lovecký zámeček.
Kníže Christian Kraft zu Hohenlohe-Öhringen byl kromě své hospodářské činnosti činný i politicky. Byl dědičným členem pruského panského dvora. V letech 1871 až 1918 byl členem první komory württemberských státních statků a od roku 1897 jako šlechtic. Obvykle ho tam však zastupovali jiní členové a jen zřídka byl osobně přítomen. Byl také poslancem zemského sněmu za Slezsko.
Princ Christian Kraft patřil ke Svobodné konzervativní straně; v letech 1880 až 1881 a 1883 až 1912 byl poslencem říšského sněmu . Byl také členem dozorčí rady Německé koloniální společnost, a to až do své rezignace v roce 1902.
Kníže Christian Kraft zu Hohenlohe-Öhringen jako šlechtic zastával vysoké dvorské a vojenské čestné funkce. Byl pruským generálmajorem à la suita a v letech 1895 až 1899 plukovníkem komořím císaře Viléma II. V letech 1893 až 1910 byl také předsedou Union klubu v Berlíně.